# Ponte di Kvalsund
Il ponte di Kvalsund è un ponte sul Kvalsundet, tra la terraferma e l'isola di Kvaløya nel comune di Kvalsund, in Norvegia.